# 2007年の猛暑 (日本)

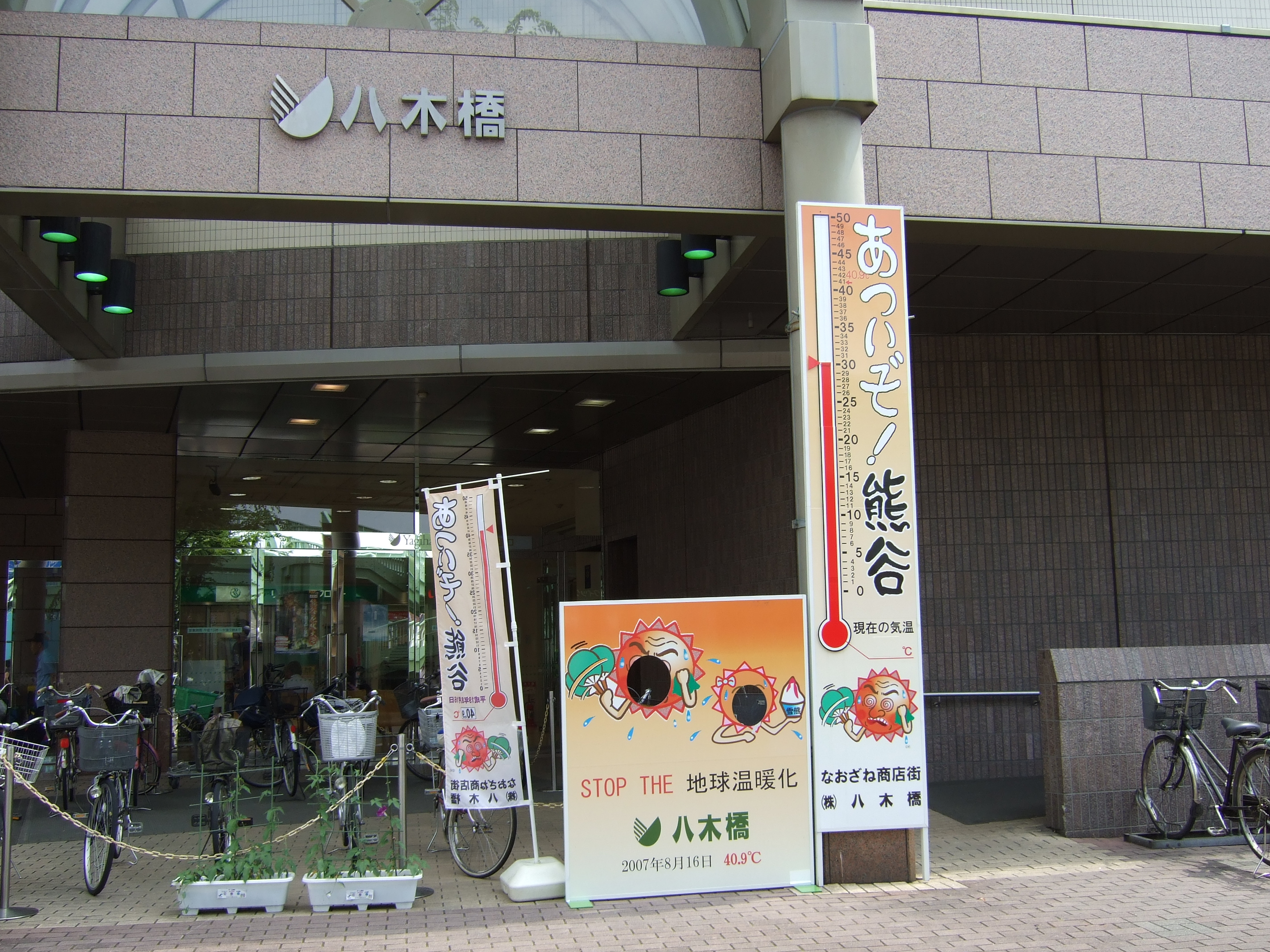
翌2008年、埼玉県熊谷市の八木橋百貨店前に設置された温度計。2007年の最高気温40.9℃を受けて50℃まで表示できるようにされた。

2007年の猛暑（2007ねんのもうしょ）とは、2007年の夏に日本の広範囲を襲った猛暑である。7月に南西諸島、8月に本州内陸部を中心とした北海道から九州までの地域、9月には瀬戸内海沿岸部と九州北部を中心とした日本全域で、暑さに見舞われた。当時としては記録的な猛暑であったが、3年後の2010年はこの年を大幅に上回る観測史上1位の高温を記録したので、それ以降はあまり目立たず風化してしまった。更に2011年も夏平均で第4位、翌年の8月は第3位、9月は第1位の高温を記録している。

## 経過
2007年の梅雨は、おおむね日本全域で遅い傾向にあった。梅雨入りは九州南部以外で軒並み遅れ全国平均で平年より8.6日遅く、梅雨明けは九州南部と南西諸島以外で遅れ平年より5.4日遅かった。梅雨入り前までは、ラニーニャ現象の影響で梅雨は短く夏は暑くなる可能性が高いと予想されていたが、実際は太平洋高気圧の勢力が弱かった影響などで梅雨が遅くなった。
梅雨が遅くなった影響で、7月は九州南部や南西諸島を除いて低温・多雨となり、本州と北海道では平均気温が平年より0.8-1.7℃程低かった。しかし、梅雨が明けて8月に入ると太平洋高気圧の張り出しが強まって安定した晴天が続き、低温傾向から一転して高温傾向に入った。8月中旬に入ると、関東地方から九州地方で最高気温35℃以上の猛暑日を観測する地点が急増する。そして、8月15日には群馬県館林市で40.2℃を観測しこの年初めて40℃以上を観測した。翌8月16日には埼玉県熊谷市と岐阜県多治見市で40.9℃を観測し、これまで日本の観測史上最高気温だった1933年7月25日の山形県山形市の40.8℃を74年ぶりに更新した。この後、北から順に気温は低下し始めるが、8月下旬まではたびたび高温となった。8月の月平均気温は、北海道から九州にかけての広範囲で平年より0.6 - 1.3℃程高く、南西諸島でも0.3℃程高かった。夏全体（6 - 8月）の平均気温でも全国的に平年を0 - 0.8℃程上回った。
8月末から9月当初までは秋雨や台風9号により気温がいったん下がったが、秋雨前線より南の地域では高温が続いた。9月中旬以降は秋雨前線が弱まり太平洋高気圧や移動性高気圧が日本付近を広く覆ったうえ、偏西風が日本付近で北に大きく蛇行した。そのため少雨と高温が続き、9月としては記録的な暑さとなる地域があった。9月下旬になると、北陸・関東以北では秋雨前線の南下により暑さが和らいだが、それより南の地域では高温が続いた。9月の月平均気温は南西諸島で0.4 - 0.8℃、北海道で0.9℃東北・関東・中部・近畿で1.6 - 2.1℃、中国・四国・九州で2.2 - 2.5℃それぞれ平年より高かった。
- 5月27日 - 大分県豊後大野市で36.1℃、宮崎県宮崎市で35.4℃を観測、この年初の猛暑日（気象庁が予報用語「猛暑日」を導入してから初めての観測でもあった）となった。両地点とも5月の観測史上最高気温を更新した。
- 7月18日 - 沖縄県石垣市で最低気温29.7℃を記録（観測史上最高、日本の観測史上6位の高さ）。
- 7月19日 - 沖縄県多良間村仲筋でも最低気温29.7℃を記録（観測史上最高、日本の観測史上6位の高さ）。
- 7月21日 - 沖縄県与那国島で最高気温35.0℃を記録し、観測史上初めての猛暑日となった。
- 7月31日 - 鹿児島県鹿児島市で最高気温35.0℃。10日連続の猛暑日は、7月としては観測史上最長の連続日数となった。
- 8月15日 - 群馬県館林市で最高気温40.2℃。2004年7月21日に山梨県甲府市で40.4℃を観測して以来（この年初めて）の40℃越え。北海道苫小牧市では最高気温35.5℃を記録し、観測史上初の猛暑日となった。
- 8月16日 - 記録的な猛暑。埼玉県熊谷市と岐阜県多治見市で最高気温40.9℃、埼玉県越谷市で40.4℃、群馬県館林市で40.3℃、岐阜県美濃市で40.0℃を記録。1日で40度以上を5か所で観測したのは初めての出来事である[2]。
- 8月17日 - 岐阜県多治見市で最高気温40.8℃。日本の全観測点ベースで3日連続40.0℃を超えたのは初めてのケースとなった。
- 9月21日 - 北海道札幌市で最高気温31.1℃。観測史上最も遅い真夏日となった。
- 9月21日 - 大分県日田市で最高気温35.1℃。熊本県熊本市と並ぶ27日目の猛暑日を観測し、この年の全国で最多日数となった。
- 9月22日 - 大阪府大阪市で最高気温35.1℃。この年の全国で最も遅い猛暑日で、富山県朝日町泊の9月28日（1991年、台風19号が原因のフェーン現象）に次ぐ日本の観測史上2番目に遅い記録となった。
- 10月8日 - 熊本県熊本市で最高気温32.3℃。99日目の真夏日を観測し、この年の本土では最多日数となった。

8月中旬を中心に、日本各地で熱中症により搬送される人が相次いだ。数十人の死者も出たが、多くは自宅にいた高齢者であったため、猛暑時の高齢者の健康や安全確保などが課題として浮き彫りとなった。

### 天候の記録
- 7月下旬から8月には、統計対象となる821地点のうち約12%にあたる101地点で当時としての観測史上最高気温を更新した。16地点でタイ記録となった。
- 2地点で7月の月平均気温の最高値を更新した。2地点でタイ記録となった
  - 記録更新 : 西表島、与那国島
  - タイ記録 : 久米島、宮古島
- 2地点で8月の月平均気温の当時としての最高値を更新した。3地点でタイ記録となった。
  - 記録更新 : 萩市、阿久根市
  - タイ記録 : 水戸市、熊本市、人吉市
- 65地点で9月の月平均気温の最高値を更新した。福山市では2.9℃、高松市では2.7℃、熊本市では2.6℃、岡山市では2.5℃も、平年より高かった。日本の地上気象観測所全153地点中、4割を超える地点で最高値を更新したことになる。9地点でタイ記録となった。
  - 記録更新 : 秋田市、酒田市、新庄市、福島市、会津若松市若松、佐渡市相川、新潟市、上越市高田、富山市、輪島市、長野市、松本市、諏訪市、飯田市、岐阜市、高山市、名古屋市、舞鶴市、神戸市、姫路市、和歌山市、米子市、境港市、隠岐の島町西郷、松江市、浜田市、津山市、岡山市、福山市、呉市、広島市、山口市、萩市、下関市、高松市、多度津町、徳島市、室戸市室戸岬、高知市、宿毛市、土佐清水市、宇和島市、松山市、飯塚市、福岡市、佐賀市、長崎市、雲仙市雲仙岳、佐世保市、平戸市、五島市福江、日田市、大分市、阿蘇市阿蘇山、熊本市、天草市牛深、人吉市、宮崎市、延岡市、都城市、日南市油津、阿久根市、鹿児島市、枕崎市、西之表市種子島
  - タイ記録 : 盛岡市、大船渡市、山形市、仙台市、敦賀市、大阪市、豊岡市、鳥取市、屋久島

### 2010年以降の更新
この年に月平均気温の最高値を記録した地点も、2010年以降に再び更新されて、現在は1位ではなくなっている地点も多いので以下に示す。
- 7月の平均気温の最高値は、2007年に記録した地点は全て以下の年に再び更新された。
  - 2016年 : 久米島
  - 2020年 : 与那国島
  - 2024年 : 西表島、宮古島
- 8月の平均気温の最高値は、2007年に記録した地点は全て以下の年に再び更新された。
  - 2010年 : 萩市、阿久根市、水戸市、熊本市
  - 2016年 : 人吉市
- 9月の平均気温の最高値は、2007年に記録した地点のうち57地点が以下の年に再び更新された。
  - 2010年 : 岐阜市
  - 2012年 : 秋田市、酒田市、新庄市、福島市、会津若松市若松、佐渡市相川、新潟市、上越市高田、富山市、輪島市、長野市、盛岡市、大船渡市、山形市、仙台市
  - 2019年 : 名古屋市
  - 2023年 : 松本市、諏訪市、飯田市、高山市、舞鶴市、神戸市、姫路市、和歌山市、米子市、境港市、隠岐の島町西郷、松江市、浜田市、津山市、福山市、呉市、広島市、萩市、高松市、多度津町、徳島市、室戸市室戸岬、高知市、宿毛市、宇和島市、松山市、日田市、大分市、天草市牛深、人吉市、宮崎市、延岡市、都城市、鹿児島市、枕崎市、敦賀市、大阪市、豊岡市、鳥取市、屋久島

## 原因
特に8月中旬に猛暑となった要因として、太平洋高気圧の位置と勢力、安定した天候の継続などが挙げられている。
太平洋高気圧が例年に比べて北東に偏っていたうえ、高気圧の中心付近にあたる日本列島中部では高圧部が地上付近から高層までをすっぽりと覆う「背の高い高気圧」となっていたことが考えられる。この原因として、ラニーニャ現象やインド洋の海水温変動の影響でフィリピン近海の対流活動が活発化していたため、フィリピン近海から暖かい空気が盛んに上昇し、太平洋高気圧付近に流れ込んで下降し、太平洋高気圧の勢力が強まった上に内部が温まっていたことが考えられている。
これに加えて、チベット高気圧が北に偏っていた。亜熱帯ジェット気流（偏西風）が蛇行して日本付近で北寄りに流れていたため、太平洋高気圧やチベット高気圧が日本付近で大きく北に張り出し、チベット高気圧が太平洋高気圧の上にのしかかる形で日本付近を広く高く覆った。
そして、このような状態が1週間程度継続したため、昼間の気温上昇分が夜間に完全に放出しきれず、だんだんと気温が底上げされていたことで、記録的な高温となる土台が生まれていたと考えられている。
また、特に高温となった地域では、地形による影響も大きかった。多治見市や美濃市などは盆地、熊谷市や館林市などは平野の内陸部で多くは山に囲まれており、いずれもフェーン現象による昇温が起きやすかった。また、2方を高い山に囲まれた谷にあたる地域にあり、風が収束して熱の溜まり場となったことも要因ではないかとされている。中京圏や首都圏のヒートアイランドによる昇温、高層ビル群が「壁」となることで熱を逃がすための対流（海陸風や山谷風）が妨げられたことなども無視できない要因である。
フィリピン近海の対流活動活発化は9月も続き、太平洋高気圧の勢力が長く持続した。これに亜熱帯ジェット気流（偏西風）の北への大蛇行、寒帯ジェット気流の直流化（日本付近へ南下することがほとんどなかった）、チベット高気圧の北偏が加わり、9月も日本の猛暑は継続した。
この猛暑と地球温暖化との関連性については、温暖化が関与している大気循環（大気の流れ）や海洋循環の変化、平均気温の底上げなどが指摘されている。